# Гигантская акула-молот
Гигантская акула-молот, или гигантская молот-рыба (лат. Sphyrna mokarran), — вид рода Sphyrna из семейства молотоголовых акул. Максимальная зарегистрированная длина составляет 6,1 м. Эти рыбы обитают в тропических и тёплых умеренных водах всех океанов. Передний край «молота» у них практически прямой, что отличает их от прочих молотоголовых акул. Высокий спинной плавник имеет форму серпа. Гигантские акулы-молот ведут одиночный образ жизни, они активно охотятся на различных ракообразных, головоногих, костистых и хрящевых рыб, в том числе акул. Наблюдения за акулами позволили сделать вывод, что с помощью «молота» они обездвиживают хвостоколов, которые являются их излюбленной добычей. Гигантские акулы-молот размножаются живорождением, самки приносят потомство каждые 2 года, в помёте до 55 новорожденных. Будучи потенциально опасными, эти акулы редко нападают на людей. Являются объектом целевого коммерческого промысла.

## Таксономия
Гигантская акула-молот была впервые описана как Zygaena mokarran в 1837 году немецким естествоиспытателем Эдуардом Рюппелем. Позже название было изменено на текущее Sphyrna mokarran. Тем не менее, на протяжении более 200 лет действительным научным названием считалось Sphyrna tudes, которое было придумано в 1822 году Валансьеном. В 1950 году Энрико Тортонезе установил, что образцы, описанные Валансьеном, принадлежали виду малоглазая гигантская акула-молот (Sphyrna tudes). Лектотипом для этого вида стал самец длиной 2,5 м, пойманный в Красном море.
Филогенетический анализ, основанный на морфологии и ДНК, показал, что гигантская акула-молот образует единую кладу с обыкновенной акулой-молот (Spyrna zygaena) и бронзовой молот-рыбой (Spyrnha lewini). Эти исследования также показывают близкое родство с большеголовой молот-рыбой (Eusphyra blochii).

## Описание
У гигантских акул-молотов характерное для молотоголовых акул веретенообразное тело и голова с выростами по бокам. Взрослые особи отличаются от круглоголовой молот-рыбы и обыкновенной акулы-молот тем, что передний край головы у них практически прямой, а не изогнутый, с выступами посередине и по бокам. Ширина крыльев «молота» составляет 23—27 % от длины тела. Зубы треугольные с сильно зазубренными краями, к углам рта имеют всё больший наклон. Во рту по 17 зубных рядов с каждой стороны верхней челюсти, 2—3 зуба на симфизе, и по 16—17 зубов с каждой стороны нижней челюсти, 1—3 в симфизе.
Первый спинной плавник очень высокий, серповидной формы, основание находится над каудальным выступом грудных плавников. Второй спинной плавник и анальный плавник относительно крупные, с глубокими вырезами по каудальному краю. Брюшные плавники серповидные с вогнутым каудальными краями. Это ещё одно отличие от круглоголовой молот-рыбы, у которой каудальные края брюшных плавников прямые. Кожа покрыта близко расположенными плакоидными чешуйками. Каждая чешуйка имеет форму ромба и несёт на себе 3—5 горизонтальных гребня, оканчивающихся зубцами. Окраска от тёмно-коричневой до светло-серой и оливковой, брюхо светлое. Плавники у взрослых не имеют окантовки, в то время как у неполовозрелых акул кончик второго спинного плавника может быть тёмным.
Средняя длина гигантской акулы-молот составляет 3,5 м, а масса более 230 кг. Самки, как правило, крупнее самцов. Существуют свидетельства о том, что у берегов Новой Зеландии была поймана акула-молот длиной 7 метров 89 сантиметров и массой 363 килограмма. Тем не менее, даже такие размеры не являются максимальными, например, летом 2010 года во Флориде (США) была выловлена гигантская акула-молот массой 453,6 кг. Самка, пойманная у берегов Флориды в 2006 году, весила 580 кг при длине 5,5 м. Такая большая масса объясняется тем, что самка была беременной, внутри неё находилось 55 эмбрионов.

## Распространение
Распространена повсеместно в тропических и тёплых умеренных водах между 40° с. ш. и 37° ю. ш. В Атлантическом океане она встречается от побережья Северной Каролины до Уругвая, в том числе в Мексиканском заливе и Карибском море, и от Марокко до Сенегала, а также в Средиземном море. Повсеместно распространена в Индийском и в Тихом океане от острова Рюкю до Австралии, Новой Каледонии и Французской Полинезии, и с юга Калифорнии до Перу. Обитает у берегов Гамбии, Гвинеи, Мавритании, Сьерра-Леоне,Западной Сахары (сведения не подтверждены). Гигантскую молот-рыбу можно встретить как на мелководье, так и на глубине до 80 м. Она предпочитает держаться у коралловых рифов, а также на континентальном шельфе и в лагунах. Совершает сезонные миграции.

## Биология
Гигантская акула-молот — одиночный кочевой хищник, который, как правило, сторонится других рифовых акул. Неполовозрелые особи иногда становятся жертвой крупных акул, например, тупорылой акулы (Carcharhinus leucas), взрослые не имеют в природе естественных врагов. Отмечалось, что каваллы трутся о бока гигантских акул-молотов, возможно, чтобы избавиться от паразитов. Иногда гигантских акул-молотов сопровождают лоцманы (Naucrates doctor).

### Питание
Гигантская акула-молот является активным хищником. Её диета разнообразна, она включает беспозвоночных, таких как крабы, омары, кальмары, осьминоги, и костистых рыб, например, тарпонов, сардин, морских сомов, рыб-жаб, морских карасей, ворчунов, ставрид, горбылей, морских окуней, камбал, кузовков, рыб-ежей и небольших акул, таких как обыкновенные куньи акулы (Mustelus). В атолле Рангироа гигантская акула-молот охотится на темнопёрых серых акул (Carcharhinus amblyrhynchos). Известны случаи поедания особей своего вида.
Любимой добычей гигантской акулы-молот являются скаты, в желудке одной акулы было обнаружено около 50 морских котов. Во рту этих акул часто обнаруживают ядовитые шипы скатов, но они, похоже, не доставляют им дискомфорта; у одного экземпляра, пойманного у берегов Флориды, было найдено во рту 96 шипов. Гигантские акулы-молоты в основном охотятся на рассвете или в сумерках. Они водят головой над морским дном, чтобы засечь зарывшихся в песок скатов с помощью расположенных на нижней стороне «молота» многочисленных ампул Лоренцини. Кроме того, своеобразная голова позволяет акулам-молотам, обнаружив ската, быстро развернуться и ударить по нему. У берегов Флориды гигантские акулы-молоты часто попадают на крючок с наживкой, что свидетельствует об остром обонянии.
На Багамских островах наблюдали за тем, как гигантские акулы-молоты охотятся на американских хвостоколов (Dasyatis americana): сначала акула прибивала ската ко дну мощным ударом головы сверху, а затем прижимала его головой и кусала с обеих сторон, что фактически парализовало ската. Затем она брала его в пасть и разрывала на части быстрыми рывками головой. Отмечалось также, что гигантские акулы-молот нападают в открытом море на пятнистых орляков (Aetobatus narinari), откусывая одно из его крыльев. Таким образом, орляк теряет способность плавать. Тогда акула с помощью головы прижимает его ко дну и захватывает в пасть головой вперед. Эти наблюдения позволяют предположить, что гигантская акула-молот пытается расправиться с орляком с первого укуса — ту же стратегию применяют белые акулы (Carcharodon carcharias).

### Жизненный цикл
Подобно прочим представителям своего рода, гигантские акулы-молоты являются живородящими; развивающиеся эмбрионы получают питание посредством плацентарной связи с матерью, образованной опустевшим желточным мешком. В отличие от большинства других акул, которые спариваются ближе ко дну, гигантские акулы-молоты спариваются у поверхности. В одном наблюдении, сделанном на Багамских островах, отмечалось, что две акулы плавали кругами, поднимаясь из глубины, и, достигнув поверхности, начали спариваться. Самки гигантской акулы-молота могут размножаться партеногенезом, то есть не спариваясь с самцом. При партеногенезе ДНК передаётся детёнышам только от матери. Самки приносят потомство раз в два года. В северном полушарии роды происходят с конца весны до лета, а в австралийских водах с декабря по январь. Беременность длится 11 месяцев. В помёте 6—55 новорожденных, средняя численность 20—40, Их длина составляет 50—70 см. Самцы и самки достигают половой зрелости при длине 2,3—2,7 м и весе 51 кг и 2,5—3,0 м и 41 кг соответственно. Молодые акулы внешне отличаются от взрослых, имеющих округлый лобный край головы. Средняя продолжительность жизни составляет 20—30 лет, а максимальная 40—50 лет.

## Взаимодействие с человеком
Благодаря большому размеру и крупным зубам гигантская акула-молот, безусловно, способна нанести смертельные травмы человеку. Этот вид имеет (возможно, незаслуженно) репутацию агрессивного и является наиболее опасным из семейства молотоголовых акул. При столкновении может проявить агрессию. Агрессивное поведение выражается в том, что акулы опускают грудные плавники и совершают резкие, порывистые движения. Некоторые аквалангисты сообщают, что гигантские акулы-молот, как правило, ведут себя робко, либо не выражают интереса к людям. Однако имеются сообщения о том, что они близко подплывали к аквалангистам и даже нападали при погружении пловцов в воду. К 2011 в списке числилось 34 нападения акул-молотов, из них 17 были неспровоцированными и одно привело к смертельному исходу. Из-за трудностей в определении данного вида неясно, сколько из них было совершено гигантской акулой-молот. Подтверждение имеет только одно спровоцированное нападение.
Гигантские акулы-молот являются регулярным объектом коммерческого и любительского рыболовства в тропиках, их ловят с помощью ярусов, ставных донных сетей, тралов и на крючок. Хотя мясо редко потребляют в пищу, их плавники очень ценятся, как ингредиент для супа. Кроме того, используют печень и кожу, а из туши производят рыбную муку. Гигантские акулы-молот также попадают в сети в качестве прилова. Много акул гибнет в противоакульих сетях, установленных на пляжах Австралии и Южной Африки.
Гигантская акула-молот чрезвычайно чувствительна к перелову из-за малой численности популяции и медленного цикла воспроизводства. Оценить статус сохранности этого вида сложно, поскольку выделить гигантскую акулу-молот среди прочих акул-молотов, попавших в сети, довольно непросто. Международный союз охраны природы присвоил этому виду статус находящегося под угрозой полного исчезновения. Он находится под угрозой в северо-западной Атлантике и Мексиканском заливе, где его численность с 1990 года сократилось на 50 % из-за прилова. В юго-западной части Индийского океана ведётся незаконная добыча гигантских акул-молотов и азиатских акулохвостов (Rhynchobatus djiddensis) с помощью ярусов. Из-за интенсивного промысла популяция гигантских акул-молотов сократилось с 1978 по 2003 год на 73 %. У побережья Африки за последние 25 лет количество этих рыб снизилось на 80 %. Специальных мер по сохранению гигантской акулы-молот не предпринимается. Запрет на добычу акульих плавников введён в США, Австралии и Европейском Союзе.